# Gijzelbrechtegem
Gijzelbrechtegem é uma vila e deelgemeente do município belga de Anzegem, província de Flandres Ocidental. A partir de 1 de janeiro de 1971, é parte desse município, até esa data era município autónomo. Em 1 de Janeiro de 2006, tinha 800 habitantes e uma área de 0,78 km².